# Allano Brendon de Souza Lima
Allano Brendon de Souza Lima (sinh ngày 24 tháng 4 năm 1995) là một cầu thủ bóng đá người Brasil.

## Sự nghiệp câu lạc bộ
Allano Brendon de Souza Lima đã từng chơi cho Ventforet Kofu.